# Cantó de Fresnay-sur-Sarthe
El cantó de Fresnay-sur-Sarthe és un cantó francès del departament de Sarthe, situat al districte de Mamers. Té 12 municipis i el cap es Fresnay-sur-Sarthe.

## Municipis
- Assé-le-Boisne
- Douillet
- Fresnay-sur-Sarthe
- Moitron-sur-Sarthe
- Montreuil-le-Chétif
- Saint-Aubin-de-Locquenay
- Saint-Georges-le-Gaultier
- Saint-Léonard-des-Bois
- Saint-Ouen-de-Mimbré
- Saint-Paul-le-Gaultier
- Saint-Victeur
- Sougé-le-Ganelon

## Història
| Data d'elecció                           | Identitat                         | Partit           | Qualitat |
| ---------------------------------------- | --------------------------------- | ---------------- | -------- |
| 1945-1976                                | Henry Bizot                       | RI               |          |
| 1976-1982                                | Jean Riant                        | Divers droite    |          |
| 1982-1994                                | Henri-Jacques de Caumont-La Force | Divers droite    |          |
| 1994-2001                                | Pierre Chesnier                   | PS               |          |
| 2001-                                    | Fabienne Labrette-Ménager         | RPR, després UMP |          |
| les dades anteriors no són pas conegudes |                                   |                  |          |
|                                          |                                   |                  |          |

## Demografia
| A partir de 1990: Població sense dobles comptes |